# Primera División de Chile 1943
Primera División de Chile 1943 var den chilenska högstaligan i fotboll för herrar för säsongen 1943, som slutade med att Unión Española vann för första gången. Ligan bestod av 10 lag som spelade mot varandra två gånger var, vilket innebar 18 omgångar.

## Sluttabell
| Plac | Lag                  | Poäng | S  | V | O  | F  | GM | IM  | MSK |
| ---- | -------------------- | ----- | -- | - | -- | -- | -- | --- | --- |
| 1    | Unión Española       | 18    | 9  | 8 | 1  | 39 | 26 | 13  | 26  |
| 2    | Colo-Colo            | 18    | 10 | 4 | 4  | 51 | 26 | 25  | 24  |
| 3    | Magallanes           | 18    | 10 | 4 | 4  | 47 | 29 | 18  | 24  |
| 4    | Green Cross          | 18    | 9  | 1 | 8  | 51 | 51 | 0   | 19  |
| 5    | Universidad Católica | 18    | 7  | 5 | 6  | 37 | 41 | -4  | 19  |
| 6    | Santiago Morning     | 18    | 7  | 3 | 8  | 45 | 51 | -6  | 17  |
| 7    | Santiago Badminton   | 18    | 6  | 4 | 8  | 36 | 39 | -3  | 16  |
| 8    | Universidad de Chile | 18    | 4  | 7 | 7  | 24 | 34 | -10 | 15  |
| 9    | Audax Italiano       | 18    | 4  | 6 | 8  | 29 | 35 | -6  | 14  |
| 10   | Santiago National    | 18    | 2  | 2 | 14 | 28 | 55 | -27 | 6   |

| Primera División Vinnare av Primera División 1943 |
| ------------------------------------------------- |
| Chile                                             |
| Unión Española 1:a titeln                         |